# Ritmo de la noche
Ritmo de la noche é uma canção composta por AC Beat, Lagonda, Castioni, e Wycombe, e gravada originalmente pelo grupo alemão "Chocolate" em 1990. O riff introdutório foi inspirado no tema "I go to Rio" composto pelo australiano Peter Allen e interpretado por Peggy Lee em 1976. Este mesmo riff foi usado como inspiração pelo grupo Coldplay para a canção Every Teardrop Is a Waterfall.
Ritmo de la noche foi regravada em diversas línguas. No Brasil, ela foi intitulada "Ritmo de Festa", e ganhou popularidade na voz do Silvio Santos. A versão brasileira é creditada a Laerte Freire e Rogê, e foi gravada por Silvio Santos no seu álbum homônimo, de 1994.

## Faixas do Single Lançado pelo Grupo Chocolate
CD maxi
1. "Ritmo de la noche" (Brazilmix) - 5:11
2. "Ritmo de la noche" (Single-Edit) - 3:37
3. "Ritmo de la noche" (New Age House-Mix) - 5:56

7" single
1. "Ritmo de la noche" (Single-Edit) - 3:37
2. "Ritmo de la noche" (New Age Edit) - 3:55

## Regravações
Ritmo de la noche foi regravada por diversos artistas/bandas.
Na América Latina, a versão mais famosa é a do grupo argentino The Sacados, que gravou sua versão e a popularizou no programa de televisão homônimo apresentado por Marcelo Tinelli.
No Brasil, ela foi intitulada "Ritmo de Festa", e ganhou popularidade na voz do Silvio Santos

## Desempenho
A versão que o grupo belga Mystic lançou em single alcançou a 2a posição no número de vendas na España em 1990.

### Paradas Musicais
Versão do Grupo Chocolate
| Parada Musical (1990)                          | Posição |
| ---------------------------------------------- | ------- |
| (Suomen virallinen lista)                      | 30      |
| O campo songid é OBRIGATÓRIO PARA PARADA ALEMÃ | 23      |
| Países Baixos (Dutch Top 40)                   | 8       |

Versão do Grupo Francês "Lorca"
| Parada Musical (1990)             | Posição |
| --------------------------------- | ------- |
| Bélgica (Ultratop 50 de Flandres) | 1       |
| França (SNEP)                     | 22      |
| Países Baixos (Dutch Top 40)      | 29      |

Versão da banda belga "Mystic"
| Parada Musical (1990)        | Posição |
| ---------------------------- | ------- |
| Países Baixos (Dutch Top 40) | 24      |
| (PROMUSICAE)                 | 2       |